# 圣若翰洗礼堂 (瓦雷泽)
圣若翰洗礼堂（Battistero di San Giovanni）是一座罗马天主教宗教建筑，位于意大利伦巴第大区瓦雷泽, 建于12-13世纪，供奉圣若翰洗者.

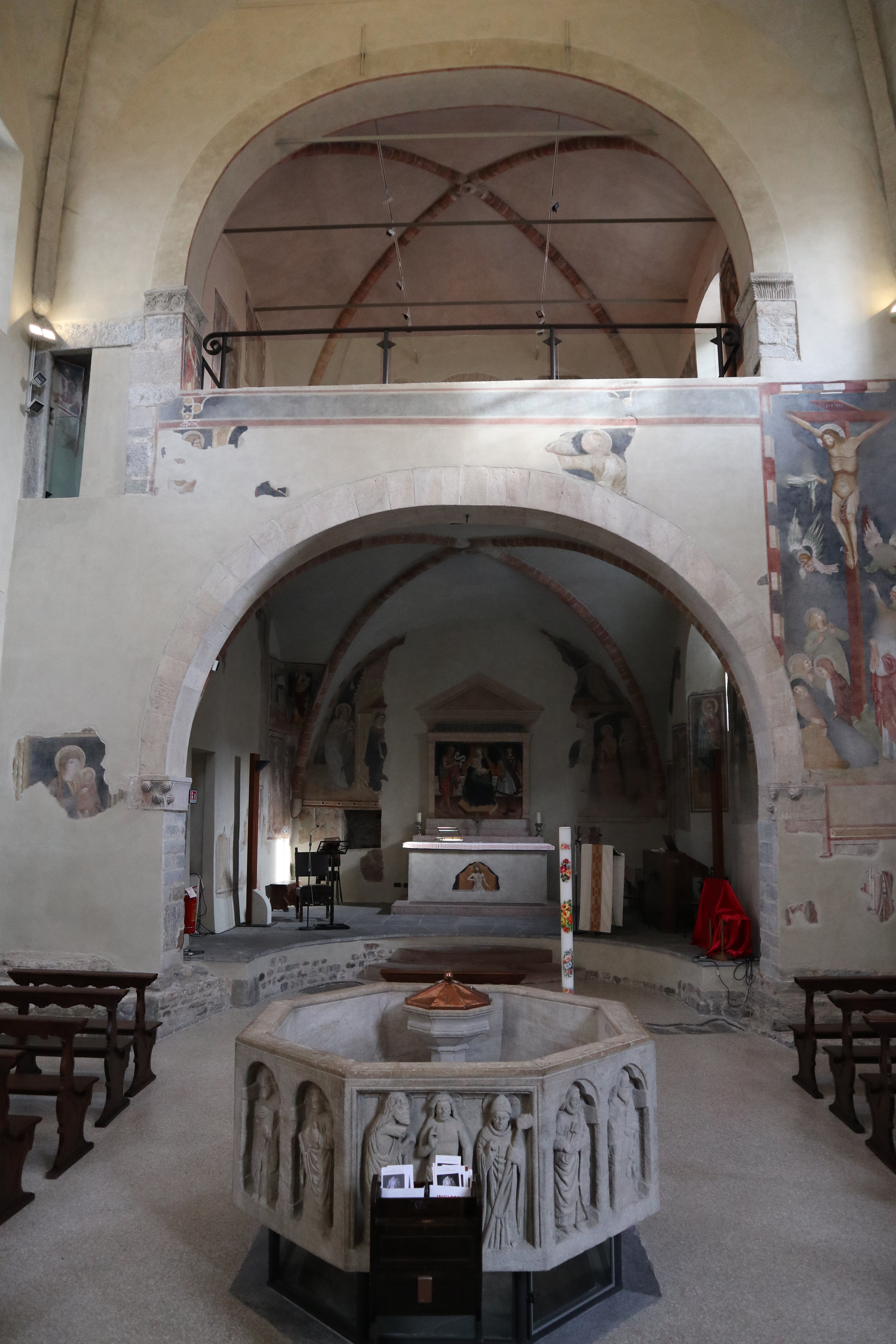
内部

洗礼堂位于圣维多圣殿及圣维多钟楼的后面。此处原有一座中世纪的教堂，六边形平面，建于7-9世纪，保留了浸礼池。在12世纪至13世纪之间，由今天的罗马式建筑所取代。

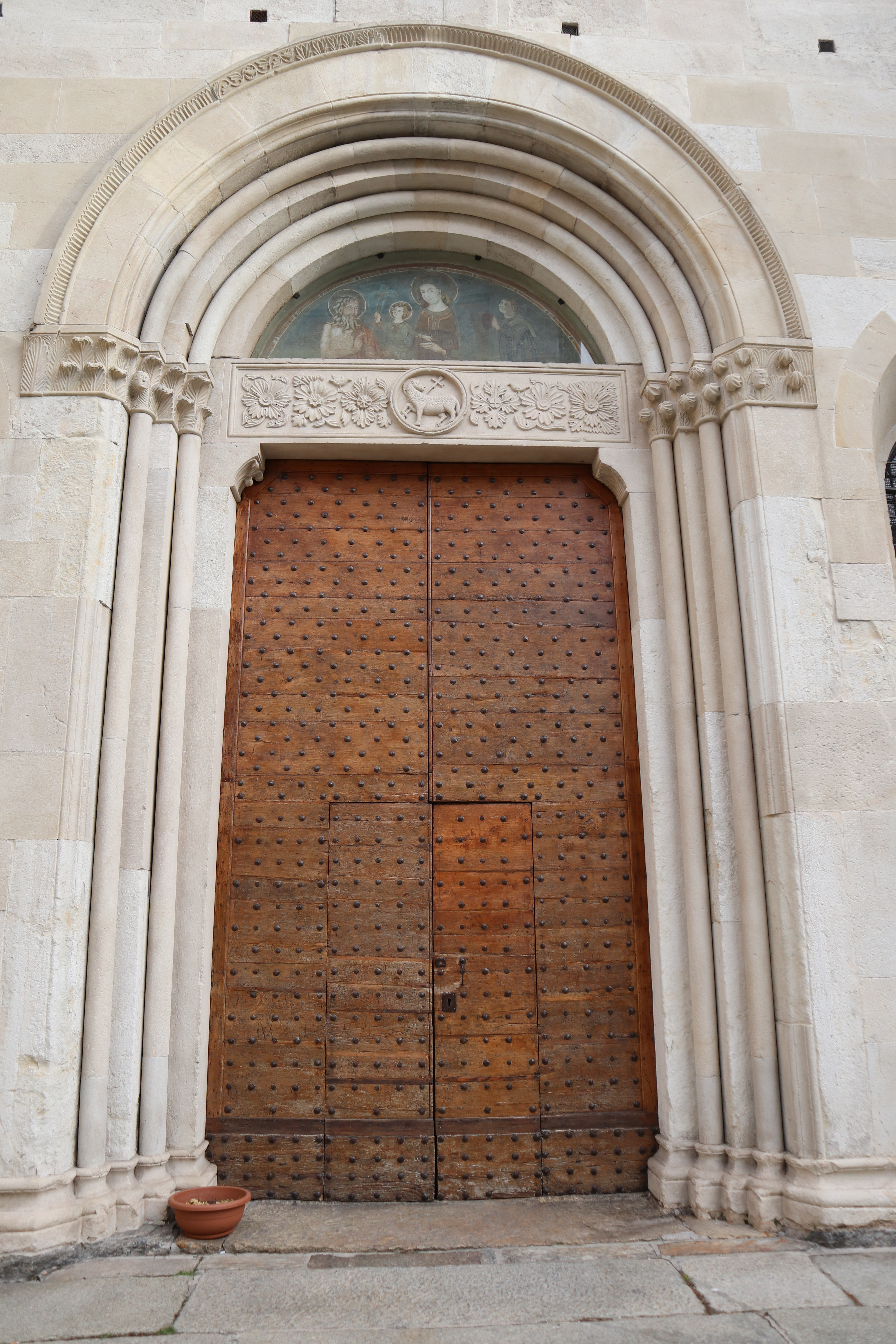
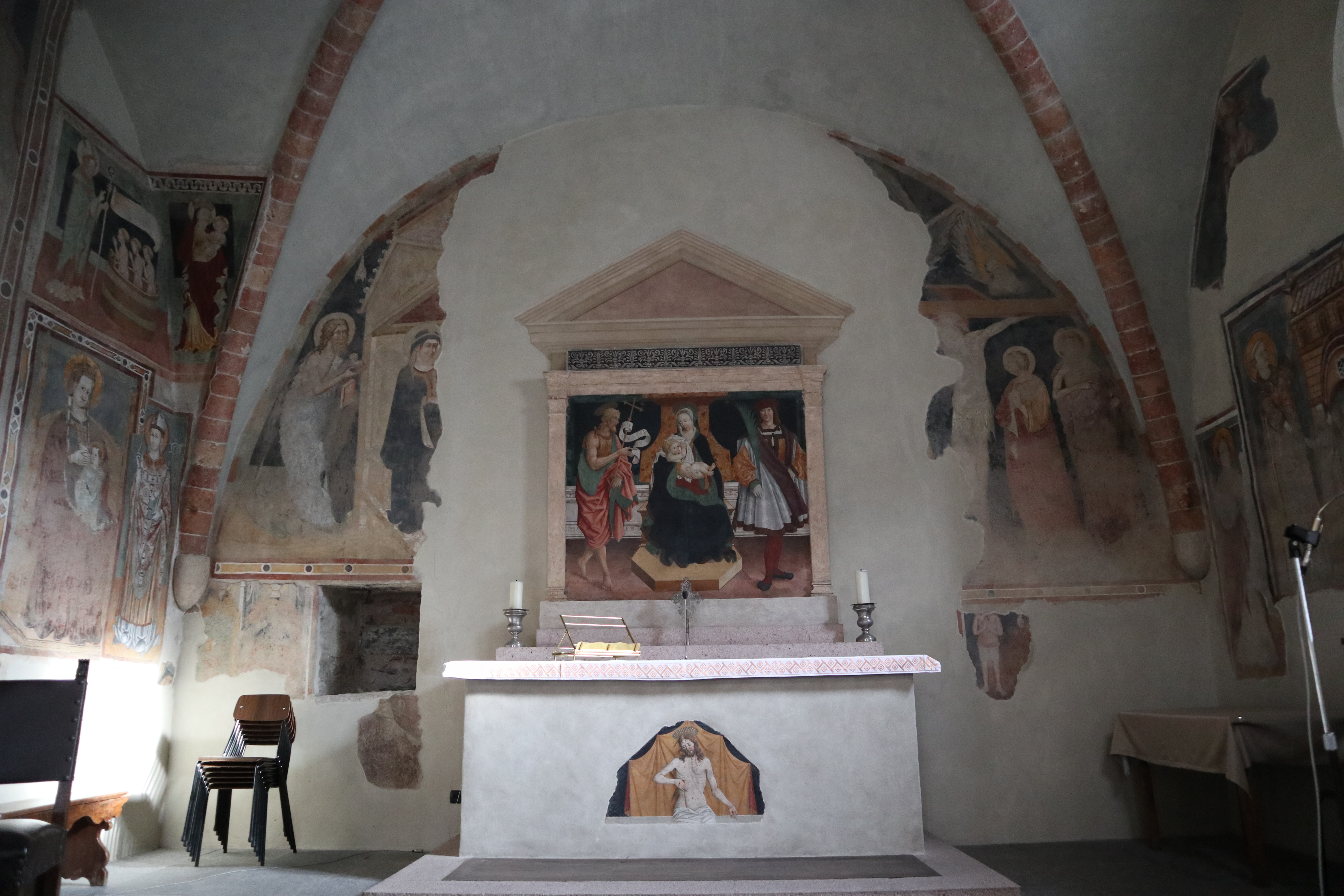
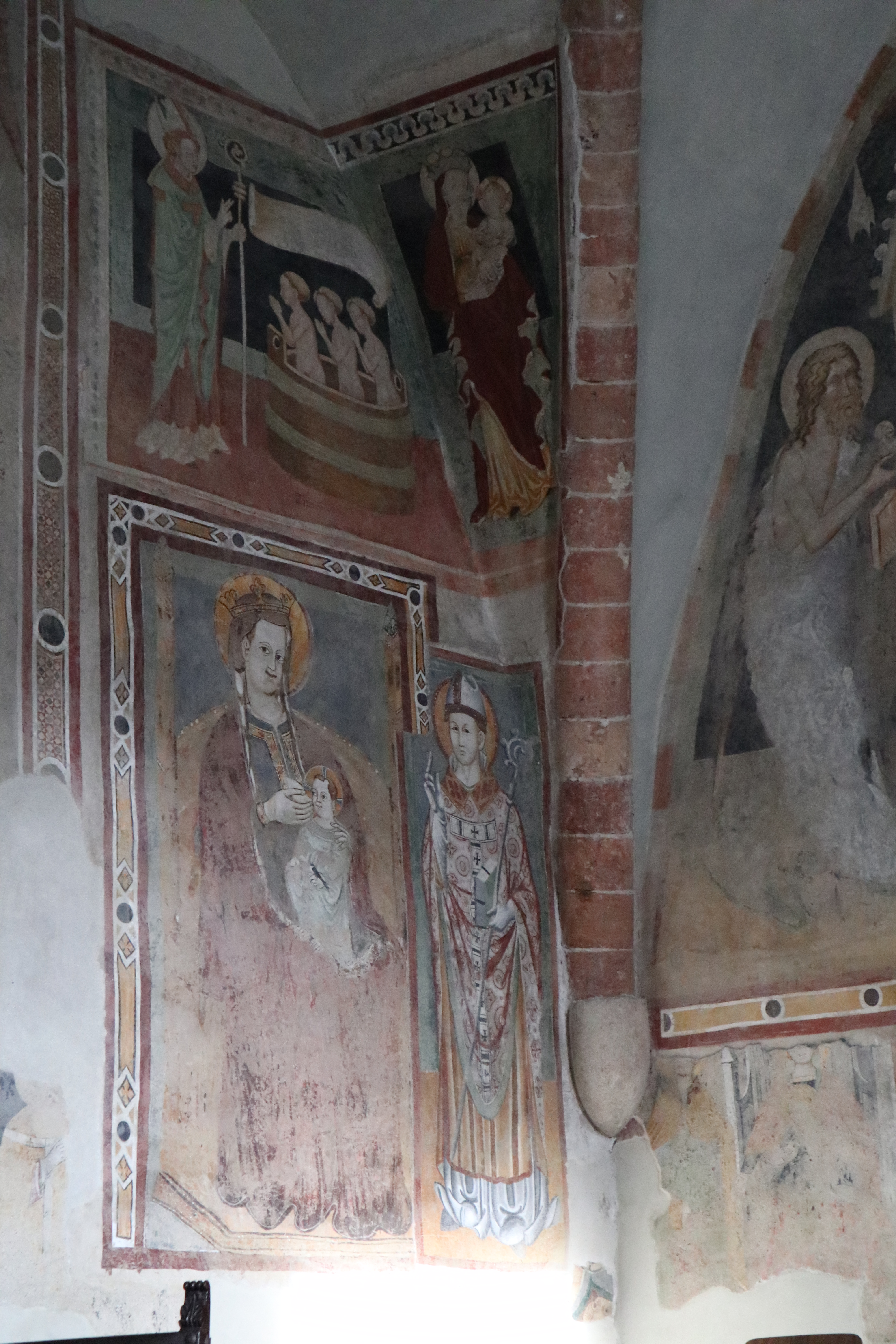
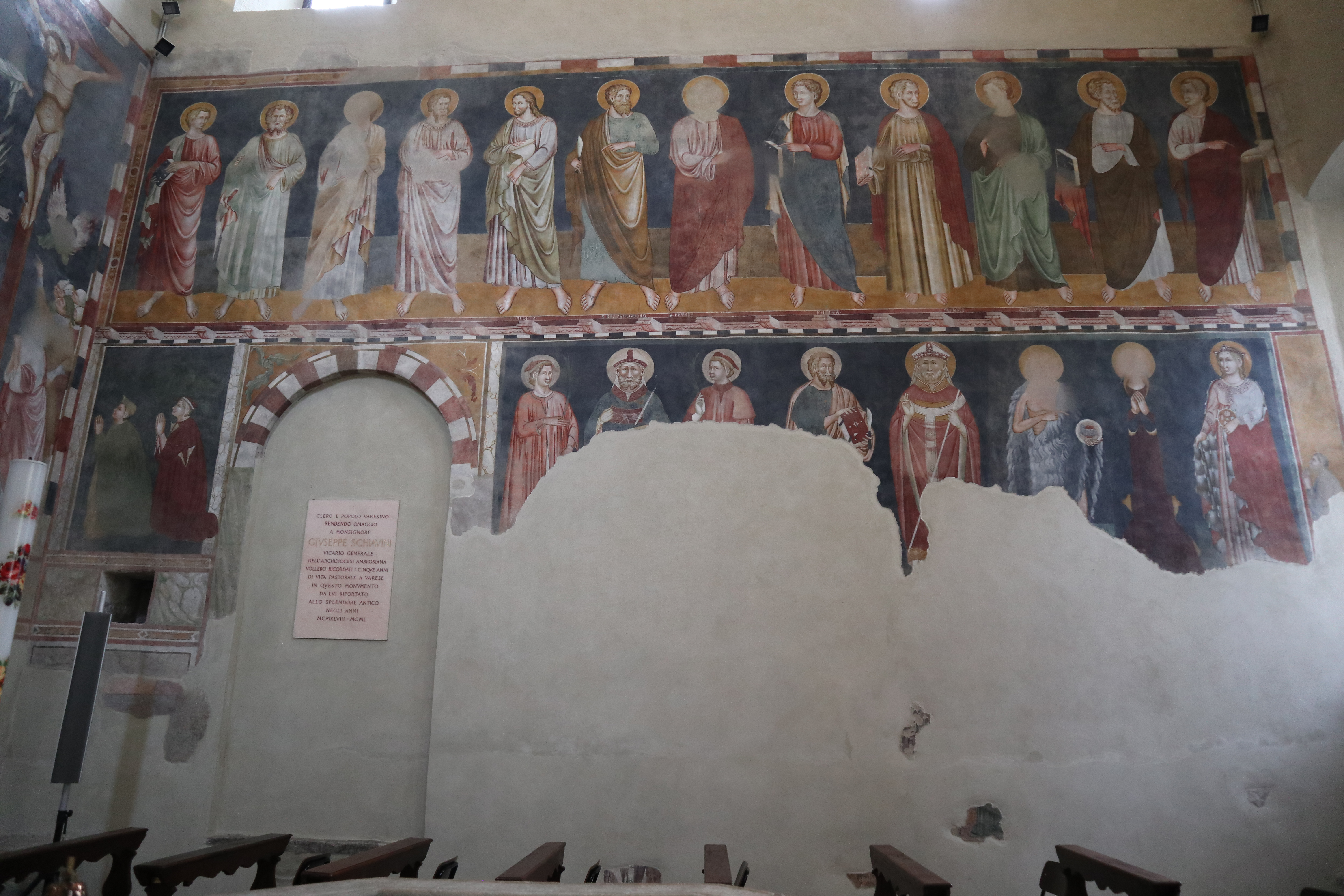